# Москалюк, Вера Сергеевна
Ве́ра Серге́евна Москалю́к (10 ноября 1981, Стрижевка, Коростышевский район, СССР) — российская самбистка и дзюдоистка, чемпионка Европы, участница Олимпийских игр. Мастер спорта России международного класса.

## Карьера
В раннем возрасте вместе с родителями переехала в Нижневартовск. Первым тренером Веры был Н. А. Афанасьев.
Окончила Нижневартовский государственный педагогический институт.
С 2006 по 2011 год Москалюк шесть раз подряд становилась чемпионкой России.
Участница трёх Олимпиад. В 2004 Вера проиграла в утешительном четвертьфинале будущей обладательнице бронзы кубинке Юрисель Лаборде. На следующих Играх Москалюк уступила две встречи испанке и бразильянке. В 2012 году в Лондоне Вера уступила американке Кайле Харрисон, которая впоследствии стала олимпийской чемпионкой.